# زعام (البيضاء)
زعام هي إحدى قرى الجمهورية اليمنية. تتبع جغرافيا لمحافظة البيضاء و إداريًا لمديرية العرش. يبلغ تعداد سكانها 1024 نسمة حسب الإحصاء الذي أجري عام 2004.